# I Get a Kick Out of You
"I Get a Kick Out of You" là một bài hát của Cole Porter, được hát lần đầu tiên trong vở nhạc kịch Broadway 1934 Anything Goes và sau đó trong phiên bản phim 1936.

## Bản của Tony Bennett và Lady Gaga

### Bối cảnh và đón nhận
Tony Bennett và Lady Gaga thu âm một phiên bản của bài hát cho album hợp tác thứ hai của họ, Love for Sale. Nó được phát hành như đĩa đơn đầu tiên từ album vào ngày 3 tháng 8, 2021, đến những nhà bán lẻ số.

### Lịch sử phát hành
| Vùng      | Ngày             | Định dạng                   | Nhãn                | Ct.   |
| --------- | ---------------- | --------------------------- | ------------------- | ----- |
| Nhiều nơi | 3 tháng 8, 2021  | Tải nhạc số phát trực tuyến | Columbia Interscope | [ 1 ] |
| Ý         | 17 tháng 9, 2021 | Phát thanh radio            | Universal           | [ 2 ] |